# Campeonato Mundial de Polo Femenino
El Campeonato Mundial de Polo Femenino es una competencia de polo entre equipos nacionales. El evento es organizado por el organismo rector de este deporte, la Federación Internacional de Polo (FIP). El torneo inaugural se llevó a cabo en 2022, en el Campo Argentino de Polo de Palermo, ubicado en Buenos Aires, Argentina.
En la primera realización del campeonato, por reglamento de la Federación Internacional de Polo los equipos participantes no debian tener un hándicap superior a 16 goles.

## Ediciones

### Buenos Aires 2022
El primer campeonato mundial se disputó en el Campo Argentino de Polo de Palermo, conocido como «La Catedral», ubicado en Buenos Aires (Argentina). Argentina se alzó con el trofeo tras vencer 6-2 a su par Estados Unidos. En este campeonato participaron las selecciones nacionales de Argentina, Estados Unidos, Brasil, Inglaterra, Italia e Irlanda.

## Resultados

### Campeonatos
| Edición | Año  | Sede                      |           | Oro   | Final Resultado | Plata      |         | Bronce | Resultado | Cuarto lugar |
| I       | 2022 | Buenos Aires ( Argentina) | Argentina | 6 - 2 | Estados Unidos  | Inglaterra | 6 - 5 ½ | Italia |           |              |

### Palmarés
La tabla a continuación muestra los equipos que han estado entre los cuatro mejores de alguna edición del torneo.
En cursiva, se indica el torneo en que el equipo fue local.
| Pos. | Equipo         | Campeón  | Subcampeón | Tercer puesto | Cuarto puesto |
| ---- | -------------- | -------- | ---------- | ------------- | ------------- |
| 1.°  | Argentina      | 1 (2022) | -          | -             | -             |
| 2.°  | Estados Unidos | -        | 1 (2022)   | -             | -             |
| 3.°  | Inglaterra     | -        | -          | 1 (2022)      | -             |
| 4.°  | Italia         | -        | -          | -             | 1 (2022)      |